# Buliminida
Die Buliminida sind eine Ordnung gehäusetragender, meeresbewohnender Einzeller aus der Gruppe der Foraminiferen.

## Merkmale
Die Arten der Ordnung sezernieren ihre Gehäuse aus Niedrig-Magnesium-Kalzit (< 5 mol-% Magnesium). Die Gehäuse sind perforat, mehrkammerig mit hoch trochospiraler, drei-, zwei- oder uniserieller Anordnung der Kammern, die Wandung ist bilamellar. Bei vielen höher entwickelten Formen ist die Öffnung mit einer inneren Zahnplatte verschließbar.

## Systematik
Die Ordnung besteht aus elf Überfamilien (Familien Auswahl):
- Überfamilie Bolivinacea
  - Familie Bolivinidae
- Überfamilie Loxostomatacea
  - Familie Bolivinellidae
- Überfamilie Bolivinitacea
  - Familie Bolivinitidae
- Überfamilie Cassidulinacea
  - Familie Cassidulinidae
- Überfamilie Turrilinacea
  - Familie Stainforthiidae
- Überfamilie Buliminacea
  - Familie Siphogenerinoididae
  - Familie Buliminidae
  - Familie Buliminellidae
  - Familie Uvigerinidae
  - Familie Reussellidae
  - Familie Pavoninidae
- Überfamilie Fursenkoinacea
  - Familie Fursenkoinidae
  - Familie Virgulinellidae
- Überfamilie Delosinacea
  - Familie Delosinidae
- Überfamilie Pleurostomellacea
  - Familie Pleurostomellidae
- Überfamilie Stilostomellacea
  - Familie Stilostomellidae
- Überfamilie Annulopatellinacea
  - Familie Annulopatellinidae

## Nachweise
- Barun K. Sen Gupta: Systematics of modern Foraminifera. In: Barun K. Sen Gupta (Hrsg.): Modern Foraminifera. Springer Netherlands (Kluwer Academic), 2002, ISBN 1-4020-0598-9, S. 28.